# Michèle Chauvet
Pour les articles homonymes, voir Chauvet.
Michèle Chauvet, née le 16 novembre 1943, est une experte en philatélie française, auteure de plusieurs ouvrages.

## Biographie
Elle est l'auteur de plusieurs études d'histoire postale et de marcophilie, dont une Introduction à l'histoire postale en deux volumes, publiée en 2001 et rééditée complétée dès 2002.
Elle est membre de plusieurs académies de philatélie : de l'Académie de philatélie française depuis janvier 1996 (4e siège), correspondante à l'Académie de philatélie de Belgique depuis octobre 1998 et membre de l'Academia Hispánica de Filatelia depuis avril 2003. Elle a été membre de l'Académie européenne de philatélie jusqu'en 2001. Elle a également reçu plusieurs prix à l'étranger pour ses ouvrages sur les relations postales entre la France et les États voisins.
En 2006, elle est invitée à signer le Roll of Distinguished Philatelists, distinction philatélique britannique. En 2010, elle reçoit la médaille Crawford de la Royal Philatelic Society London pour son ouvrage sur les colonies d'Afrique et la médaille de la Fédération internationale de philatélie pour la recherche lors du 71e congrès de celle-ci. En 2010, parait Cérès 1849, co-écrit avec Jean-François Brun.

## Œuvres

### Histoire postale de France
- Avec Pascal Behr et Jean-François Brun, Timbres de France. Le Spécialisé, volume 1, Yvert et Tellier, Amiens, 2000,  (ISBN 2868140971).
- Introduction à l'histoire postale, 2 volumes, éditions Brun & Fils, 2001 ; 2e édition complétée, 2002.
- Avec Jean-François Brun, Introduction à l'histoire postale de 1848 à 1878, Brun & Fils, 2007, environ 800 pages.
- Avec Jean-François Brun, Cérès 1849, Feldman, 2010[3].

### Histoire des relations postales entre pays
- Les Relations de la France et de l'Angleterre avant 1849, Brun & Fils, 2001.
- Les Relations de la France avec l'Espagne de 1660 à 1849, Brun & Fils, 2002.
- Les Relations de la France avec la Suisse, tome 1, Genève de 1669 à 1849, Brun & Fils, 2003.
- Les tarifs helléniques des lettres internationales 1861-1878, JF-B Philatélie, 2015.

### Histoire postale des colonies françaises
- Les colonies françaises. Tarifs et service postal. 1848-1878. Les colonies d'Amérique, Brun & Fils, 2008.
- Les colonies françaises. Tarifs et service postal. 1848-1878. Les colonies d'Afrique, Brun & Fils, 2009.
- Les colonies françaises. Tarifs et service postal. 1848-1878. Les colonies d'Asie, Brun & Fils, 2010.